# European Poker Tour Saison 10
Résultats et tournois de la saison 10 de l'European Poker Tour (EPT).

## Résultats et tournois

### EPT 10 Barcelone
- Lieu : Casino de Barcelona, Barcelone,  Espagne[1]
- Prix d'entrée : 5 000 € + 300 €
- Date : Du 1er septembre au 7 septembre 2013[2]
- Nombre de joueurs : 1234
- Prize Pool : 5 984 900 €
- Nombre de places payées : 183

| Place | Nom                  | Prix      |
| ----- | -------------------- | --------- |
| 1er   | Tom Middleton        | 942 000 € |
| 2e    | Kimmo Kurko          | 750 000 € |
| 3e    | Kresten Nielsen      | 440 500 € |
| 4e    | Luca Fiorini         | 328 000 € |
| 5e    | Pasi Sormunen        | 253 000 € |
| 6e    | Benoit Gury          | 188 000 € |
| 7e    | Eduard Bhaggoe       | 143 000 € |
| 8e    | Andreas Christoforou | 102 430 € |

### EPT 10 Londres
- Lieu : Grand Connaught Rooms, Londres,  Angleterre[3]
- Prix d'entrée : 5 000 £ + 250 £
- Date : Du 6 octobre au 12 octobre 2013[2]
- Nombre de joueurs :  604
- Prize Pool : 2 929 400 £
- Nombre de places payées : 87

| Place | Nom                 | Prix      |
| ----- | ------------------- | --------- |
| 1er   | Robin Ylitalo       | 560 980 £ |
| 2e    | Georgios Karakousis | 349 200 £ |
| 3e    | Leo McClean         | 249 850 £ |
| 4e    | Ludovic Geilich     | 193 340 £ |
| 5e    | Jeffrey Rossiter    | 152 320 £ |
| 6e    | Stefan Vagner       | 119 225 £ |
| 7e    | Jan Olav Sjavik     | 88 175 £  |
| 8e    | Kully Sidhu         | 60 640 £  |

### EPT 10 Prague
- Lieu : Golden Prague Poker Hilton Prague Hotel, Prague,  République tchèque[4]
- Prix d'entrée : 5 000 € + 300 €
- Date : Du 12 décembre au 18 décembre 2013[2]
- Nombre de joueurs : 1007
- Prize Pool : 4 883 950 €
- Nombre de places payées : 151

| Place | Nom                   | Prix      |
| ----- | --------------------- | --------- |
| 1er   | Julian Track          | 725 700 € |
| 2e    | Georgios Sotiropoulos | 700 000 € |
| 3e    | Stephen Chidwick      | 378 000 € |
| 4e    | Ka Kwan Lau           | 283 800 € |
| 5e    | Ole Schemion          | 218 300 € |
| 6e    | Max Silver            | 160 200 € |
| 7e    | Zdravko Duvnjak       | 118 200 € |
| 8e    | Jorma Nuutinen        | 84 600 €  |

### EPT 10PokerStars Caribbean Adventure
- Lieu : Atlantis Resort & Casino, Paradise Island,  Bahamas[5]
- Prix d'entrée : 10 000 $ + 300 $
- Date : Du 7 janvier au 13 janvier 2014[2]
- Nombre de joueurs : 1031
- Prize Pool : 10 000 700 $
- Nombre de places payées : 151

| Place | Nom               | Prix        |
| ----- | ----------------- | ----------- |
| 1er   | Dominik Panka     | 1 423 096 $ |
| 2e    | Michael McDonald  | 1 064 865 $ |
| 3e    | Isaac Baron       | 1 207 599 $ |
| 4e    | Madis Muur        | 581 040 $   |
| 5e    | Daniel Gamez      | 447 040 $   |
| 6e    | Shayam Srinivasan | 328 020 $   |
| 7e    | Pascal Lefrancois | 242 020 $   |
| 8e    | Ortiz Fabian      | 173 220 $   |

### EPT 10 Deauville
- Lieu : Casino Barrière de Deauville, Deauville,  France[6]
- Prix d'entrée : 5 000 € + 300 €
- Date : Du 26 janvier au 1er février 2014[2]
- Nombre de joueurs : 671
- Prize Pool : 3 211 200 €
- Nombre de places payées : 95

| Place | Nom                 | Prix      |
| ----- | ------------------- | --------- |
| 1er   | Sotirios Koutoupas  | 614 000 € |
| 2e    | Eugene Katchalov    | 379 500 € |
| 3e    | Oliver Price        | 271 200 € |
| 4e    | Eli Heath           | 207 800 € |
| 5e    | Harry Law           | 164 600 € |
| 6e    | Rustem Muratov      | 128 200 € |
| 7e    | Carlo De Benedittis | 93 000 €  |
| 8e    | Anthony Lerust      | 63 900 €  |

### EPT 10 Vienne
- Lieu : Hofburg Palace, Vienne,  Autriche[7]
- Prix d'entrée : 5 000 € + 300 €
- Date : Du 23 mars au 29 mars 2014[2],[8]
- Nombre de joueurs : 910
- Prize Pool : 4 413 500 €
- Nombre de places payées : 135

| Place | Nom                 | Prix      |
| ----- | ------------------- | --------- |
| 1er   | Oleksii Khoroshenin | 578 392 € |
| 2e    | Anthony Ghamrawi    | 446 481 € |
| 3e    | Marko Neumann       | 638 127 € |
| 4e    | Pablo Gordillo      | 262 150 € |
| 5e    | Timo Pfutzenreuter  | 203 900 € |
| 6e    | Simeon Naydenov     | 151 000 € |
| 7e    | Frei Dilling        | 108 100 € |
| 8e    | Rumen Nanev         | 77 000 €  |

### EPT 10 San Remo
- Lieu : Casino Sanremo, San Remo,  Italie[9]
- Prix d'entrée : 4 600 € + 300 €
- Date : Du 14 avril au 20 avril 2014[2]
- Nombre de joueurs : 556
- Prize Pool : 2 480 872 €
- Nombre de places payées : 79

| Place | Nom                     | Prix      |
| ----- | ----------------------- | --------- |
| 1er   | Victoria Coren Mitchell | 476 100 € |
| 2e    | Giacomo Fundaro         | 298 700 € |
| 3e    | Jordan Westmorland      | 213 850 € |
| 4e    | Andrea Benelli          | 166 700 € |
| 5e    | Andreas Goeller         | 130 750 € |
| 6e    | Bruno Stefanelli        | 102 700 € |
| 7e    | Andrija Martic          | 76 650 €  |
| 8e    | Emmanuel Pariset        | 53 100 €  |

### EPT 10 Monte-Carlo Grand Final
- Lieu : Monte Carlo Bay Hotel & Resort, Monte-Carlo,  Monaco[10]
- Prix d'entrée : 10 000 € + 600 €
- Date : Du 26 avril au 2 mai 2014[2]
- Nombre de joueurs : 650
- Prize Pool : 6 500 000 €
- Nombre de places payées : 95

| Place | Nom                     | Prix        |
| ----- | ----------------------- | ----------- |
| 1er   | Antonio Buonanno        | 1 240 000 € |
| 2e    | Jack Salter             | 765 000 €   |
| 3e    | Malte Moennig           | 547 000 €   |
| 4e    | Mayu Roca Uribe         | 419 000 €   |
| 5e    | Magnus Karlsson         | 332 000 €   |
| 6e    | Sebastian Von Toperczer | 258 300 €   |
| 7e    | Kenneth Hicks           | 188 500 €   |
| 8e    | Sebastian Bredthauer    | 128 800 €   |